# Ryan Seggerman
Ryan Seggerman (San Diego, 6 de agosto de 1999) es un tenista profesional estadounidense.
Seggerman su ranking ATP más alto de singles fue el número 348, logrado el 26 de agosto de 2024. Su ranking ATP más alto de dobles fue el número 71, logrado el 3 de marzo de 2025.

## Trayectoria
Seggerman jugó tenis universitario en Princeton antes de transferirse a Carolina del Norte. 
Seggerman junto a Patrik Trhac recibieron una wildcard para el US Open 2024, haciendo su debut en un Grand Slam.

## Títulos ATP Challenger (10; 0+10)

### Dobles (10)
| Nr. | Fecha                  | Torneo           | Superficie    | Pareja          | Finalistas                        | Resultado Final  |
| --- | ---------------------- | ---------------- | ------------- | --------------- | --------------------------------- | ---------------- |
| 1.  | 28 de octubre de 2023  | Playford         | Dura          | Patrik Trhac    | Blake Ellis Tristan Schoolkate    | 6-3, 7-6(3)      |
| 2.  | 4 de noviembre de 2023 | Sidney           | Dura          | Patrik Trhac    | Ruben Gonzales Nam Ji-sung        | 6-4, 6-4         |
| 3.  | 20 de enero de 2024    | Indian Wells     | Dura          | Patrik Trhac    | Thai-Son Kwiatkowski Alex Lawson  | 6-2, 7-6(3)      |
| 4.  | 27 de enero de 2024    | Indian Wells II  | Dura          | Patrik Trhac    | Thomas Fancutt Ajeet Rai          | 6-4, 3-6, [10-3] |
| 5.  | 6 de abril de 2024     | Ciudad de México | Tierra batida | Patrik Trhac    | Tristan Schoolkate Adam Walton    | 5-7, 6-4, [10-5] |
| 6.  | 25 de mayo de 2024     | Skopje           | Tierra batida | Patrik Trhac    | Andrew Paulson Patrik Rikl        | 6-3, 7-6(4)      |
| 7.  | 6 de junio de 2024     | Bloomfield Hills | Dura          | Patrik Trhac    | Ozan Baris Nishesh Basavareddy    | 4-6, 6-3, [10-6] |
| 8.  | 6 de junio de 2024     | Fairfield        | Dura          | Patrik Trhac    | Gabi Adrian Boitan Bruno Kuzuhara | 6-2, 3-6, [10-5] |
| 9.  | 12 de octubre de 2024  | Calgary          | Dura          | Patrik Trhac    | Robert Cash James Tracy           | 6-3, 7-6(3)      |
| 10. | 4 de enero de 2025     | Canberra         | Dura          | Eliot Spizzirri | Pierre-Hugues Herbert Jérôme Kym  | 1-6, 7-5, [10-5] |